# Балашихинский район
Балаши́хинский район — упразднённая административно-территориальная единица и одноимённое бывшее муниципальное образование (муниципальный район) в Московской области России.
Существовал в 1941—2011 годах (за исключением 1963—1965 годов). В 1929—1941 годах был Реутовским районом.
Центром Балашихинского района был город Балашиха, при этом прежний райцентр город Реутов входил в Балашихинский район до 1970 года.
Территория бывшего Балашихинского района с 2005 года относится к городскому округу Балашиха.

## История
12 июля 1929 года в Московском округе Московской области был образован Реутовский район с центром в рабочем посёлке Реутово. В состав района вошли следующие территории бывшей Московской губернии:
- из Разинской волости Московского уезда: рабочие посёлки Реутово и Балашиха; дачные посёлки Никольско-Архангельский и Салтыковка; сельсоветы Абрамцевский, Гольяновский, Ивановский, Измайловский, Калошинский, Кучинский, Леоновский, Никольско-Архангельский, Никольско-Трубецкой, Пехра-Покровский, Темниковский, Фенинский, Федурновский (при этом он был присоединён к Черновскому с/с) и Щитниковский
- из Васильевской волости Богородского уезда: рабочий посёлок Савино; дачные посёлки Вишняково и Обираловка; сельсоветы Дятловский, Копнинский (селения Копнино и Полушкино, Опытное Поле (при этом к нему был присоединён Зюзинский (селение Зюзино) с/с)) Новомилетский, Новский, Полтевский, Саввинский, Соболихо-Пуршевский и Черновской.

20 мая 1930 года Копнинский (селения Зюзино, Копнино и Полушкино, Опытный Совхоз) с/с был передан в Ухтомский район.
7 января 1934 года был упразднён Никольско-Трубецкой с/с (территория (селения Горбово и Никольско-Трубецкое) передана в Пехра-Покровский с/с).
10 мая 1935 года были образованы рабочие посёлки Измайлово, Калошино и Кучино. При этом упразднены Измайловский, Калошинский и Кучинский сельсоветы.
10 ноября 1936 года рабочий посёлок Измайлово был включён в черту Москвы.
4 декабря 1938 года дачный посёлок Обираловка был преобразован в рабочий посёлок Железнодорожный.
26 мая 1939 года рабочий посёлок Балашиха был преобразован в город районного подчинения. 7 июня рабочий посёлок Калошино был включён в черту Москвы. 21 августа рабочий посёлок Реутово был преобразован в город районного подчинения Реутов.
20 июня 1940 года дачный посёлок Вишняково был присоединён к дачному посёлку Никольско-Архангельскому.
19 мая 1941 года районный центр был перенесён в Балашиху, а район переименован в Балашихинский район.
16 августа 1946 года населённый пункт Купавна получил статус дачного посёлка.
7 августа 1952 года город Балашиха получил статус города областного подчинения и был выведен из состава района. Одновременно рабочий посёлок Железнодорожный был преобразован в город районного подчинения.
14 июня 1954 года были упразднены Абрамцевский (территория передана в Гольяновский с/с), Дятловский (территория передана в Новомилетский с/с), Леоновский (территория передана в Новский с/с), Полтевский (территория передана в Новомилетский с/с), Саввинский (территория передана в Черновский с/с), Соболихо-Пуршевский (территория передана в Новомилетский с/с), Темниковский (территория передана в Фенинский с/с) и Щитниковский (территория передана в Гольяновский с/с) с/с.
3 июня 1959 года к Балашихинскому району были присоединены города Лосино-Петровский и Фрязино; рабочие посёлки Свердловский, Фряново и Чкаловский; сельсоветы Амеревский, Анискинский, Булаковский, Головинский, Жегаловский, Каблуковский, Мальцевский, Медвежье-Озерский, Мишневский, Никифоровский, Новский, Огудневский, Осеевский, Рязанцевский и Трубинский из упразднённого Щёлковского района. 31 июля Амеревский и Новский с/с были объединены в Гребневский с/с, Каблуковский и Огудневский — в Воря-Богородский. Были упразднены Мишневский и Никифоровский с/с. Булаковский с/с был переименован в Старопареевский. 8 августа рабочий посёлок Чкаловский был включён в город Щёлково.
28 июля 1960 года из Балашихинского района были выделены Щёлковский район и город Железнодорожный, ставший городом областного подчинения. Часть Балашихинского района отошла к городу Москве (в том числе Гольяновский сельсовет (ныне московский район Гольяново); Ивановский сельсовет (ныне московский район Ивановское), а также переподчинённый рабочий посёлок (пгт) Сталинский (с 1961 года — Восточный). На оставшейся территории района остались город Реутов; дачные посёлки Никольско-Архангельский и Салтыковка; сельсоветы Никольско-Архангельский, Пехра-Покровский и Фенинский.
1 февраля 1963 года Балашихинский район был упразднён. Входившие в него города и посёлки были переданы в подчинение городу Балашихе, а сельсоветы — в Мытищинский укрупнённый сельский район.
11 января 1965 года Балашихинский район был восстановлен. В его состав вошли город Реутов, дачные посёлки Никольско-Архангельский и Салтыковка; сельсоветы Никольско-Архангельский (селение Никольско-Архангельское), Новомилетский (селения Дятловка, Новый Милет, Полтево, Пуршево, Русавкино-Поповщино, Русавкино-Романово, Соболиха), Пехра-Покровский (селения Абрамцево, Горбово, Лукино, Никольско-Трубецкое, Пехра-Покровское и Щитниково, посёлок совхоза имени 1 мая), Фенинский (селения Павлино, Руднево и Фенино) и Черновский (селения Безменково, Новая, Пестово, Саввино, Федурново и Чёрное). Центром района был город областного подчинения Балашиха.
30 июня 1969 года из Новомилетского с/с в Черновский были переданы селения Дятловка и Полтево.
1 октября 1970 года город Реутов получил статус города областного подчинения и был выведен из состава района.
29 мая 1978 года из Черновского с/с в черту города Железнодорожный было передано селение Саввино.
2 февраля 1982 года был упразднён Фенинский сельсовет (селения Павлино, Руднево и Фенино) в пользу Черновского. Одновременно был создан Новский сельсовет (путём выделения из Черновского с/с (селения Безменково и Новая)).
19 марта 1984 года из Черновского с/с в подчинение Перовскому району Москвы было передано селение Руднево.
В соответствии с Указом Президента РСФСР от 22 августа 1991 года № 75 «О некоторых вопросах деятельности исполнительной власти в РСФСР» исполнительный комитет Балашихинского городского Совета прекратил деятельность, а его функции с 4 января 1992 года перешли к созданной Администрации Балашихинского района.
3 февраля 1994 года сельсоветы были преобразованы в сельские округа.
Постановлением Губернатора Московской области от 10 июня 2003 года № 128-ПГ несколько населённых пунктов: дачный посёлок Николо-Архангельский, дачный посёлок Салтыковка, село Никольско-Архангельское, посёлок Горбово, село Никольско-Трубецкое, село Пехра-Покровское, деревня Лукино, деревня Безменково и деревня Новая — были включены в городскую черту Балашихи. При этом были упразднены Никольско-Архангельский и Новский сельские округа.
Постановлением Губернатора Московской области от 15 октября 2003 года N 195-ПГ был упразднён Новомилетский сельский округ (селения Новый Милет, Пуршево, Русавкино-Поповщино, Русавкино-Романово и Соболиха) в пользу Черновского.
Постановлением Губернатора Московской области от 27 августа 2004 года № 180-ПГ в черту города Балашиха включены также посёлок им. Первого Мая, село Щитниково и деревня Абрамцево. При этом был упразднён Пехра-Покровский сельский округ.
Законом от 29 декабря 2004 года, муниципальное образование «Балашихинский район Московской области» со статусом муниципального района с 1 января 2006 года было преобразовано в муниципальное образование городской округ Балашиха.
Законом от 14 июля 2006 года, из учётных данных административно-территориальных и территориальных единиц Московской области с 1 января 2007 года был исключён последний сельский округ (Черновской).
В 2011 году Балашихинский район как административно-территориальная единица также был упразднён, а вместо него образована административно-территориальная единица город областного подчинения с административной территорией.

## Население
| 1931   | 1959     | 1970    | 1979    | 1989    | 2002     |
| ------ | -------- | ------- | ------- | ------- | -------- |
| 53 940 | ↗250 768 | ↘95 850 | ↘35 957 | ↘31 964 | ↗187 988 |

## Населённые пункты
С 1929 до 1970 гг. в район входил Реутов. С 1952 до 1992 гг. Балашиха не входила в состав района, являясь городом областного подчинения. В 1959—1960 гг. в район временно входила территория Щёлковского района, вновь восстановленного в 1960 году (таким образом из состава Балашихинского района вышли города Лосино-Петровский и Фрязино, а также пгт Свердловский и Фряново, Кучино и Саввино); тогда же из состава Балашихинского района был выведен город Железнодорожный (стал городом областного подчинения). В 1970 году из состава района выведен город Реутов (стал городом областного подчинения).
В 1970—2003 гг. внешние границы района не менялись. Внутренний состав также не претерпел серьёзных изменений, за исключением упразднения Фенинского сельсовета и образования Новского в 1982 году, возвращения Балашихи в состав района в 1992 году (стала городом районного подчинения), а также переименования сельсоветов в сельские округа в 1994 году.
По состоянию на 2002 год в состав Балашихинского района входили город районного подчинения Балашиха, 2 посёлка городского типа (дачных посёлка) Никольско-Архангельский и Салтыковка, а также 5 сельских округов: Никольско-Архангельский, Новомилетский, Новский, Пехра-Покровский и Черновской.
| Административно- территориальная единица        | Население (чел.) 2002 г. | Населённый пункт             | Население нп (чел.) 2002 г. |
| ----------------------------------------------- | ------------------------ | ---------------------------- | --------------------------- |
| город районного подчинения Балашиха             | 147909                   | г. Балашиха                  | 147909                      |
| посёлок городского типа Никольско-Архангельский | 18637                    | пгт Никольско-Архангельский  | 18637                       |
| посёлок городского типа Салтыковка              | 4611                     | пгт Салтыковка               | 4611                        |
| Никольско-Архангельский сельский округ          | 462                      | село Никольско-Архангельское | 462                         |
| Новомилетский сельский округ                    | 3197                     | село Новый Милет             | 670                         |
| Новомилетский сельский округ                    | 3197                     | деревня Соболиха             | 228                         |
| Новомилетский сельский округ                    | 3197                     | деревня Русавкино-Романово   | 82                          |
| Новомилетский сельский округ                    | 3197                     | деревня Русавкино-Поповщино  | 54                          |
| Новомилетский сельский округ                    | 3197                     | деревня Пуршево              | 2163                        |
| Пехра-Покровский сельский округ                 | 5391                     | село Пехра-Покровское        | 442                         |
| Пехра-Покровский сельский округ                 | 5391                     | деревня Лукино               | 183                         |
| Пехра-Покровский сельский округ                 | 5391                     | посёлок Горбово              | 59                          |
| Пехра-Покровский сельский округ                 | 5391                     | село Никольско-Трубецкое     | 387                         |
| Пехра-Покровский сельский округ                 | 5391                     | село Щитниково               | 479                         |
| Пехра-Покровский сельский округ                 | 5391                     | деревня Абрамцево            | 767                         |
| Пехра-Покровский сельский округ                 | 5391                     | посёлок совхоза им. 1 Мая    | 3074                        |
| Новский сельский округ                          | 1112                     | деревня Новая                | 855                         |
| Новский сельский округ                          | 1112                     | деревня Безменково           | 257                         |
| Черновской сельский округ                       | 6669                     | деревня Чёрное               | 5803                        |
| Черновской сельский округ                       | 6669                     | деревня Федурново            | 231                         |
| Черновской сельский округ                       | 6669                     | деревня Полтево              | 136                         |
| Черновской сельский округ                       | 6669                     | деревня Пестово              | 97                          |
| Черновской сельский округ                       | 6669                     | деревня Фенино               | 157                         |
| Черновской сельский округ                       | 6669                     | деревня Павлино              | 66                          |
| Черновской сельский округ                       | 6669                     | деревня Дятловка             | 179                         |

В 2003—2004 гг. 2 посёлка городского типа (дачных посёлка) Никольско-Архангельский и Салтыковка, все сельские населённые пункты Никольско-Архангельского, Новского и Пехра-Покровского сельских округов были включены в городскую черту г. Балашиха, а Новомилетский сельский округ был влит в Черновской сельский округ.
По состоянию на декабрь 2004 года в Балашихинский район входили город районного подчинения Балашиха и Черновский сельский округ, состоявший из 12 сельских населённых пунктов:
| №  | Населённый пункт    | Тип населённого пункта        | Население (чел.) 2002 год |
| -- | ------------------- | ----------------------------- | ------------------------- |
| 1  | Балашиха            | город, административный центр | ↗530 311                  |
| 2  | Дятловка            | деревня                       | ↗196                      |
| 3  | Новый Милет         | село                          | ↘620                      |
| 4  | Павлино             | деревня                       | ↗3619                     |
| 5  | Пестово             | деревня                       | ↗135                      |
| 6  | Полтево             | деревня                       | ↗264                      |
| 7  | Пуршево             | деревня                       | ↗3075                     |
| 8  | Русавкино-Поповщино | деревня                       | ↗93                       |
| 9  | Русавкино-Романово  | деревня                       | ↗171                      |
| 10 | Соболиха            | деревня                       | ↗240                      |
| 11 | Федурново           | деревня                       | ↗4107                     |
| 12 | Фенино              | деревня                       | →156                      |
| 13 | Чёрное              | деревня                       | ↗5600                     |